# Bonaventura Ribas i Quintana
Bonaventura Ribas i Quintana (Barcelona, 1830 — 15 d'octubre de 1903) fou un religiós i arxiver català, acadèmic de l'Acadèmia de Bones Lletres de Barcelona
Es va formar al Seminari Conciliar de Barcelona, on s'ordenà sacerdot en 1855, i posteriorment es doctorà en dret civil i canònic a la Universitat de Barcelona.
El 1876 fou nomenat canonge de la Catedral de Barcelona pel bisbe Joaquim Lluch i Garriga, de la que el 26 de febrer de 1892 fou nomenat ardiaca i arxiver pel bisbe Jaume Català i Albosa. Ha estat conegut no sols per ordenar l'arxiu de la catedral, sinó per obrir-lo a investigadors seglars. Va escriure articles al Diari de Barcelona i el 1889 va ingressar a l'Acadèmia de Bones Lletres de Barcelona.

## Obres[4]
- Estudios históricos y bibliográficos sobre San Ramon de Penyafort: Memorias leídas en la Real Academia de Buenas letras de Barcelona (1890)
- Lo bisbe Sapera (1891).